# Bosarydssjön
Bosarydssjön är en sjö i Vaggeryds kommun i Småland och ingår i Lagans huvudavrinningsområde. Sjön är 6,5 meter djup, har en yta på 0,0732 kvadratkilometer och är belägen 198 meter över havet. Sjön avvattnas av vattendraget Kinnebrobäcken.

## Delavrinningsområde
Bosarydssjön ingår i det delavrinningsområde (636780-141138) som SMHI kallar för Mynnar i Lagan. Avrinningsområdets medelhöjd är 225 meter över havet och ytan är 10,49 kvadratkilometer. Det finns inga delavrinningsområden uppströms utan avrinningsområdet är högsta punkten. Kinnebrobäcken som avvattnar avrinningsområdet har biflödesordning 2, vilket innebär att vattnet flödar genom totalt 2 vattendrag innan det når havet efter 202 kilometer. Delavrinningsområdet består mestadels av skog (76 procent). Avrinningsområdet har 0,28 kvadratkilometer vattenytor vilket ger det en sjöprocent på 2,7 procent.